# Гаку Шибасаки
Гаку Шибасаки (јап. 柴崎 岳; 28. мај 1992) јапански је фудбалер.

## Каријера
Током каријере је играо за Кашима Антлерс, Тенерифе и Хетафе.

## Репрезентација
За репрезентацију Јапана дебитовао је 2014. године. Наступао је на Светском првенству 2018. године с јапанском селекцијом. За тај тим је одиграо 22 утакмице и постигао 3 гола.

## Статистика
| Јапан  | Јапан   | Јапан  |
| Година | Наступи | Голови |
| ------ | ------- | ------ |
| 2014.  | 4       | 1      |
| 2015.  | 9       | 2      |
| 2016.  | 0       | 0      |
| 2017.  | 1       | 0      |
| 2018.  | 12      | 0      |
| Укупно | 26      | 3      |